# 잊고 피는
〈잊고 피는〉 (일본어: 忘れ咲き 와스레자키[*])는 가넷 크로우의 17번째 싱글이다. 2004년 11월 12일 기자 스튜디오에서 발매되었다.
전곡의 작곡은 나카무라 유리, 작사는 아즈키 나나, 편곡은 후루이 히로히토가 맡았다.
그리움이라는 곡의 키워드에 맞춰 CD의 소책자를 18페이지의 사진 소책자로 하고 뮤직 비디오를 앨범을 넘기는 것 같이 한장 한장 사진을 표시하도록 만들었다.

## 수록곡
1. 잊고 피는(忘れ咲き)
2. Flower
3. 축제의 시간(祭りのじかん)
4. 잊고 피는 (Instrumental)

## 차트 성적
- 최고순위 14위 (오리콘)

## 같이 보기
- 빙

| TV 애니메이션 《명탐정 코난》 닫는 곡 2004년 11월 1일 (376화) ~ 2005년 5월 9일 (397화) |                           |                                                                    |
| 이전 곡: 사에구사 유카 인 데시벨 〈잠든 그대의 옆 모습에 미소를〉                      | 가넷 크로우 〈잊고 피는〉 | 다음 곡: 사에구사 유카 인 데시벨 〈준브라이드 ~당신밖에 안 보여~〉 |